# L'amour, c'est surcoté
Pour plus de détails, voir Fiche technique et Distribution.
L'amour, c’est surcoté est un film français réalisé par Mourad Winter et sorti en 2025.
Il est présenté en avant-première au festival international du film de comédie de l'Alpe d'Huez, où il reçoit la mention spéciale du jury.

## Synopsis
Ayant du mal avec les filles depuis toujours, Anis est un célibataire endurci. Trois ans — jour pour jour — après la mort de son meilleur ami Isma, il décide qu'il est désormais temps de faire des rencontres. Il se lance un soir et  fait ainsi  la connaissance de Madeleine (Laura Felpin), jeune femme expansive, directe, entreprenante, hypercommunicante.

## Fiche technique
Sauf indication contraire, les informations mentionnées dans cette section peuvent être confirmées par la base de données cinématographiques IMDb,  présente dans la section « Liens externes ».
- Titre original : L'amour, c’est surcôté
- Réalisation et scénario : Mourad Winter
- Musique : Bachar Mar-Khalifé
- Décors : Arnaud Roth
- Costumes : Noémie Veissier
- Photographie : André Chemetoff
- Montage : Mickael Dumontier
- Production : Élias Belkeddar
- Société de production : Iconoclast Films
- Société de distribution : Studiocanal (France)
- Budget : 6,1 millions d'euros[3]
- Pays de production :  France
- Langue originale : français
- Genre : comédie romantique
- Durée : 98 minutes
- Date de sortie[4] :
  - France : janvier 2025 (festival de l'Alpe d'Huez)
  - France : 23 avril 2025[5].

## Distribution
- Hakim Jemili : Anis[5]
- Laura Felpin : Madeleine[5]
- Benjamin Tranié : Paulo
- Abdulah Sissoko : Sékou
- Alassane Diong : Isma, l'ami disparu
- Steve Tientcheu : Doum's
- François Damiens : François, le père de Madeleine
- Saïda Jawad : la mère d'Anis
- Abbes Zahmani : le père d'Anis
- Clotilde Courau : la thérapeute
- Marilou Aussilloux : Maëva
- Isabelle Malin : Dorothée, la mère de Madeleine
- Claude-Emmanuelle Gajan-Maull : Ishna

## Sortie et accueil
Sa présentation au festival de l'Alpe-d'Huez est positive : selon le magazine Première, il s'agit rien de moins que d'une « comédie romantique comme on en voit peu, qui parvient à ne jamais perdre de vue l'émotion tout en multipliant les excellentes vannes à un rythme à peine croyable. ».Le film obtient une mention spéciale par le jury.
L'accueil de la critique lors de la sortie en salle est toutefois en partie mitigé. Par exemple, le journal Le Monde salue la performance de Laura Felpin mais complète en écrivant : « Si l’ensemble témoigne d’une indéniable sincérité pour aborder avec légèreté des thématiques difficiles (le deuil, le refus des sentiments…), le résultat est plombé par son « male gaze » et une complaisance malaisante envers ses personnages racistes, antisémites et transphobes ». D'autres journaux, tels que Le Parisien ou Madame Figaro sont plus positifs.

### Box-office
| Pays ou région | Box-office      | Date d'arrêt du box-office | Nombre de semaines |
| -------------- | --------------- | -------------------------- | ------------------ |
| France         | 471 068 entrées | en cours                   | 12                 |
| Total mondial  |                 | -                          | -                  |